# Episodi di Soko 5113 (trentottesima stagione)
La trentottesima stagione della serie televisiva Soko 5113 è stata trasmessa in anteprima in Germania dalla ZDF tra il 1º ottobre 2012 e il 25 marzo 2013.
| nº | Titolo originale             | Titolo italiano | Prima TV Germania | Prima TV Italia |
| -- | ---------------------------- | --------------- | ----------------- | --------------- |
| 1  | Nachtflug nach Caracas       |                 | 1º ottobre 2012   |                 |
| 2  | Abgehauen                    |                 | 8 ottobre 2012    |                 |
| 3  | Das letzte Solo              |                 | 15 ottobre 2012   |                 |
| 4  | Den Tod gibt's nicht umsonst |                 | 22 ottobre 2012   |                 |
| 5  | Eine Geistergeschichte       |                 | 29 ottobre 2012   |                 |
| 6  | Liebe, Sex und Tod           |                 | 5 novembre 2012   |                 |
| 7  | Ungesühnt                    |                 | 12 novembre 2012  |                 |
| 8  | Todestag                     |                 | 19 novembre 2012  |                 |
| 9  | Monster                      |                 | 26 novembre 2012  |                 |
| 10 | Ausgekocht                   |                 | 3 dicembre 2012   |                 |
| 11 | Unter Kollegen               |                 | 10 dicembre 2012  |                 |
| 12 | Dominiks Bauchgefühl         |                 | 17 dicembre 2012  |                 |
| 13 | Grenzenloser Hass            |                 | 7 gennaio 2013    |                 |
| 14 | Der falsche Weg              |                 | 14 gennaio 2013   |                 |
| 15 | Carmen                       |                 | 21 gennaio 2013   |                 |
| 16 | Große Jungs                  |                 | 28 gennaio 2013   |                 |
| 17 | Für meine Tochter            |                 | 4 febbraio 2013   |                 |
| 18 | Die Insel                    |                 | 11 febbraio 2013  |                 |
| 19 | Eine brasilianische Affäre   |                 | 18 febbraio 2013  |                 |
| 20 | Ein perfekter Plan           |                 | 25 febbraio 2013  |                 |
| 21 | Brennendes Herz              |                 | 4 marzo 2013      |                 |
| 22 | Die Maßnahme                 |                 | 11 marzo 2013     |                 |
| 23 | Der Tod des Marquis          |                 | 18 marzo 2013     |                 |
| 24 | Das Alibi                    |                 | 25 marzo 2013     |                 |